# MCFD2
MCFD2 (англ. Multiple coagulation factor deficiency 2) – білок, який кодується однойменним геном, розташованим у людей на короткому плечі 2-ї хромосоми.  Довжина поліпептидного ланцюга білка становить 146 амінокислот, а молекулярна маса — 16 390.
| 10         |  | 20         |  | 30         |  | 40         |  | 50         |
| ---------- |  | ---------- |  | ---------- |  | ---------- |  | ---------- |
| MTMRSLLRTP |  | FLCGLLWAFC |  | APGARAEEPA |  | ASFSQPGSMG |  | LDKNTVHDQE |
| HIMEHLEGVI |  | NKPEAEMSPQ |  | ELQLHYFKMH |  | DYDGNNLLDG |  | LELSTAITHV |
| HKEEGSEQAP |  | LMSEDELINI |  | IDGVLRDDDK |  | NNDGYIDYAE |  | FAKSLQ     |

A: Аланін

C: Цистеїн

D: Аспарагінова кислота

E: Глутамінова кислота

F: Фенілаланін

G: Гліцин

H: Гістидин

I: Ізолейцин

K: Лізин

L: Лейцин

M: Метіонін

N: Аспарагін

P: Пролін

Q: Глутамін

R: Аргінін

S: Серин

T: Треонін

V: Валін

W: Триптофан

Кодований геном білок за функцією належить до фосфопротеїнів. 
Задіяний у таких біологічних процесах як транспорт, транспорт білків, транспорт між ендоплазматичним ретикулумом і апаратом Гольджі, альтернативний сплайсинг. 
Білок має сайт для зв'язування з іонами металів, іоном кальцію. 
Локалізований у ендоплазматичному ретикулумі, апараті гольджі.